# Sergio Vázquez
Sergio Vázquez, född 23 november 1965, är en argentinsk fotbollsspelare.
Sergio Vázquez spelade 30 landskamper för det argentinska landslaget. Han deltog bland annat i Copa América 1991, 1993 och fotbolls-VM 1994.